# ジェームス・ベッグス
ジェームス・ベッグス(James M. Beggs、1926年1月9日-2020年4月23日)は、アメリカ合衆国のビジネスマン、コンサルタントで、1981年から1986年まで、第6代NASA長官を務めた。

## 生い立ちと教育
1926年1月9日にペンシルベニア州ピッツバーグで生まれた。1947年に海軍兵学校を卒業し、1954年にアメリカ海軍をやめると、1955年にハーバード・ビジネス・スクールで経営管理の修士号を取った。

## キャリア
ベッグスは、ジェネラル・ダイナミクスの上級副社長を務めた。1968年から1969年までは、NASAとともに働きOffice of Advanced Research and Technologyの副室長を務めた。1969年から1973年までは、アメリカ合衆国運輸省次官を務めた。また、NASAに勤める前、w:Summa Corporation、ジェネラル・ダイナミクス、ウェスティングハウス・エレクトロニック等の様々な企業で管理業務に就いた。

### NASA長官
ベッグスは、1981年1月1日に大統領のロナルド・レーガンからNASA長官に指名され、7月10日に着任した。NASA着任前のアメリカ合衆国国防総省から申し立てられた活動に関する詐欺的契約の疑いで起訴され、1985年12月4日に長官を辞任してNASAを去った。この起訴は後に取り下げられ、アメリカ合衆国司法長官はベッグスを辱めたことを謝罪した。1971年から1977年までNASA長官を務めたジェームズ・フレッチャーが2度目の任期に返り咲くまでの間、副長官のウィリアム・ロバート・グラハムが長官代理を務めた。
ベッグスは、公式には、チャレンジャー号爆発事故後の1986年2月26日に辞任した。彼は、事故に関連する問題について知っていたことを否定し、「ジョイント、Oリング、パテについては特に懸念を持っていなかった」と語った。

## 私生活と死去
ベッグスは、メアリー・ハリソンと結婚し、5人の子供がいる。NASAを辞めた後、彼はメリーランド州ベセスダの自宅からコンサルタントとして働いた。また、NASAの退職者を支援するw:NASA Alumni Leagueや非営利の公共政策研究施設であるw:Potomac Institute for Policy Studiesにも携わった Beggs died on April 23, 2020, in his Bethesda home of congestive heart failure.。2020年4月23日に、ベセスダの自宅で鬱血性心不全のため死去した。